# Pirkko Raitio

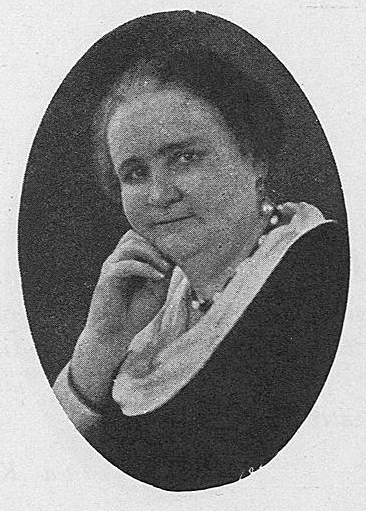
Pirkko Raitio, bild från början av 1930-talet.

Pirkko Raitio, född Berta Wilhelmina Sandell 12 november 1882 i Tammerfors, död 2 november 1966 i Helsingfors, var en finländsk skådespelare.
Raitio var dotter till en bonde. Hon studerade vid hantverksskolan och därefter vid seminariet i Tavastehus. Åren 1909–1950 var Raitio verksam vid Helsingfors folkteater och medverkade 1933–1958 i över 30 filmer. Åren 1907–1954 var Raitio gift med skådespelaren Paavo Raitio, som också var verksam vid folkteatern. 1947 tilldelades Pirkko Raitio Pro Finlandia-medaljen samt Finlands teaterorganisations guldmedalj.